# Vovtcha
La Vovtcha (ukrainien : Вовча, russe : Волчья, Voltchia) est une rivière ukrainienne de 323 km de long qui est un affluent de la Samara. Elle est donc un sous-affluent du Dniepr.

## Géographie
La Vovtcha prend sa source dans l'oblast de Donetsk, près de la localité de Prohres, à 35 km au nord-ouest de la ville de Donetsk, sur le Plateau du Donets. Elle s'écoule ensuite en serpentant vers l'oblast de Dnipropetrovsk, où elle rejoint ensuite la rivière Samara, au niveau de la localité de Tchervona Nyva. 

### Affluents
- Mokri Yaly (rive gauche)
- Solona (rive droite)
- Vorona (rive gauche)
- Kamianka (rive droite)
- Verkhnia Tersa (rive gauche)
- Haïtchoul (rive gauche)

## Historique
Avec la création du barrage de Vassylkivskaya, et du réservoir de Kurakhove (uk), en 2001 le système hydrologique de la rivière a été grandement modifié, le niveau moyen a baissé de deux mètres, de grandes plaines inondables ont disparu et avec elles la présence des oiseaux migrateurs.